# Bezirk Río de Jesús
Río de Jesús ist ein Bezirk (distrito) der Provinz Veraguas in Panama. Die Einwohnerzahl betrug laut Volkszählung 2023 4822.

## Gliederung
Der Bezirk Río de Jesús ist administrativ in folgende Corregimientos unterteilt:
- Río de Jesús (Hauptstadt)
- Catorce de Noviembre
- Las Huacas
- Los Castillos
- Utirá